# NGC 3577
NGC 3577 ist eine Balken-Spiralgalaxie vom Hubble-Typ SBa mit aktivem Galaxienkern im Sternbild Großer Bär am Nordsternhimmel. Sie ist schätzungsweise 240 Millionen Lichtjahre von der Milchstraße entfernt und hat einen Durchmesser von etwa 100.000 Lichtjahren. Vermutlich bildet sie gemeinsam mit PGC 34184 ein gravitativ gebundenes Galaxienpaar.

Im selben Himmelsareal befinden sich u. a. die Galaxien NGC 3583 und NGC 3595.
Das Objekt wurde am 1. April 1788 von Wilhelm Herschel entdeckt.